# Hưng Hà, Hưng Yên
Hưng Hà là một xã thuộc tỉnh Hưng Yên, Việt Nam.

## Địa lý
Xã Hưng Hà nằm ở phía tây nam của tỉnh Hưng Yên, có vị trí địa lý:
- Phía tây giáp xã Lê Quý Đôn.
- Phía bắc và tây bắc giáp xã Diên Hà và xã Tiên La.
- Phía đông giáp xã Thần Khê.
- Phía nam giáp xã Hồng Minh và xã Tiên Hưng.

## Lịch sử
Ngày 16 tháng 6 năm 2025, Ủy ban Thường vụ Quốc hội ban hành Nghị quyết số 1666/NQ-UBTVQH15 về việc sắp xếp các đơn vị hành chính cấp xã của tỉnh Hưng Yên năm 2025. Theo đó, sắp xếp toàn bộ diện tích tự nhiên, quy mô dân số của các xã Hòa Bình, Minh Khai và Thống Nhất (huyện Hưng Hà), các xã Kim Trung, Hồng Lĩnh, Văn Lang, thị trấn Hưng Hà thành xã mới có tên gọi là xã Hưng Hà.